# Jan Lucas van der Baan
Jan Lucas van der Baan (Groningen, 3 februari 1912 - Groningen, 15 juli 1990) was een Nederlands beeldend kunstenaar en lid van de Groninger Kunstkring De Ploeg.

## Jeugd en opleiding
Jan Lucas van der Baan werd op 3 februari geboren in de stad Groningen. Zijn vader was onderwijzer. Van 1924 tot 1931 volgde hij het onderwijs aan de Gemeentelijke HBS in Groningen, de school waar het Ploeglid Jan Gerrit Jordens tekenles gaf. Jordens was een groot voorstander van de vrije expressie in het tekenonderwijs. Van der Baan beschouwde Jordens als zijn belangrijkste leraar die van grote betekenis was voor zijn latere ontwikkeling als kunstenaar en leraar.
In september 1931 begon Van der Baan zijn studie aan de Academie Minerva waar hij lessen volgde van Franciscus Hermanus Bach en Dirk de Vries Lam. In 1933 behaalde hij het diploma Teekenen en Kunstnijverheid. Daarna studeerde hij tussen 1933 en 1936 voor de akte MO A en B tekenen aan het Rijksinstituut tot Opleiding van Teekenleeraren in Amsterdam.

## Tekenleraar
Direct na zijn afstuderen ging Van der Baan aan de slag als tekenleraar. Tot de Tweede Wereldoorlog moest hij, bij gebrek aan voltijdse banen, genoegen nemen met tijdelijke aanstellingen, vaak voor een beperkt aantal uren per week. Hij gaf les op scholen in Roden, Almelo, Warffum, Sappemeer, Drachten en Heerenveen. Van 1942-1948 was hij leraar aan de Gemeentelijke HBS voor meisjes in de stad Groningen en in 1948 volgde hij Jordens op aan de Gemeentelijke HBS (later Zernike College) in Groningen. Van der Baan zette de lesmethoden van zijn voorganger en leermeester voort. Vrije expressie speelde in dit type tekenonderwijs een belangrijke rol. Hij bleef aan het Zernike College verbonden, ook als leraar kunstgeschiedenis, tot zijn pensionering in 1976.

## De Ploeg
Na enkele jaren lid te zijn geweest van de Groningse Kunstenaarsvereniging Zig-Zag, meldde Van der Baan zich in 1941 aan bij De Ploeg om als lid toegelaten te worden. Het door hem ingezonden werk werd niet door alle zittende Ploegleden positief beoordeeld. Sommigen vonden het werk niet vernieuwend genoeg en daarom niet passend in de traditie van De Ploeg. Anderen vonden dat aankomende talenten ook kansen moesten hebben en het resultaat van de discussie was dat Van der Baan een voorlopig-lidmaatschap kreeg aangeboden (samen met Siep Bouma, Ruurd Elzer en Anton Buytendijk). Of dit voorlopig-lidmaatschap later officieel is omgezet in een gewoon lidmaatschap is niet meer te achterhalen.
Na de Tweede Wereldoorlog speelde Van der Baan een belangrijke bestuurlijke rol in De Ploeg. Hij was enige tijd secretaris en ook voorzitter. Hij was een der initiatiefnemers van het Grafisch Centrum, dat in 1964 werd opgericht.  In 1965 portretteerde Van der Baan zichzelf, samen met collega-kunstenaars Hil van Calcar, Toet Dekking, Klaas van Dijk, Johan Dijkstra, Ruurd Elzer, Johann Faber en Olga Wiese op de Koppermaandagprent.
Met zijn wat academisch ogende sfeervol geschilderd werk uit de periode 1935-1955 week Van der Baan duidelijk af van de uitbundige expressionistische stijl, die zo kenmerkend was voor de meeste Ploegschilders in die dagen. Belangrijke onderwerpen voor zijn schilderijen en aquarellen waren het landschap, de stad Groningen en het water. Van der Baan en zijn vrouw Peta Edzes (met wie hij in 1942 was getrouwd) waren fervente watersporters. Schepen en havengezichten vormden een belangrijk thema in zijn artistieke productie.
In de jaren zestig werd het kleurgebruik expressiever. Van der Baan ging bovendien experimenteren met een meer abstracte stijl. Dat is onder andere te zien in de werken ‘New Dalton Jazzband’ (1966) en ‘Abstract rood’ (1966). Zijn uitstapje naar het kubisme en het abstract expressionisme is vrijwel beperkt gebleven tot werken waarin stedelijke thema’s worden neergezet. De dynamische aspecten van het stedelijk leven leenden zich kennelijk beter voor deze experimenten, zoals te zien in ‘Draaideur’ , een zeefdruk uit 1973 of ‘Stad’, een litho uit 1976.
Aan het einde van de jaren zeventig keerde Van der Baan terug naar een meer realistische weergave van zijn onderwerpen. De olieverfschilderijen ‘Garnwerd’ uit 1980 en ‘Oostum’ uit 1984 zijn hiervan goede voorbeelden.